# Västlig kristendom

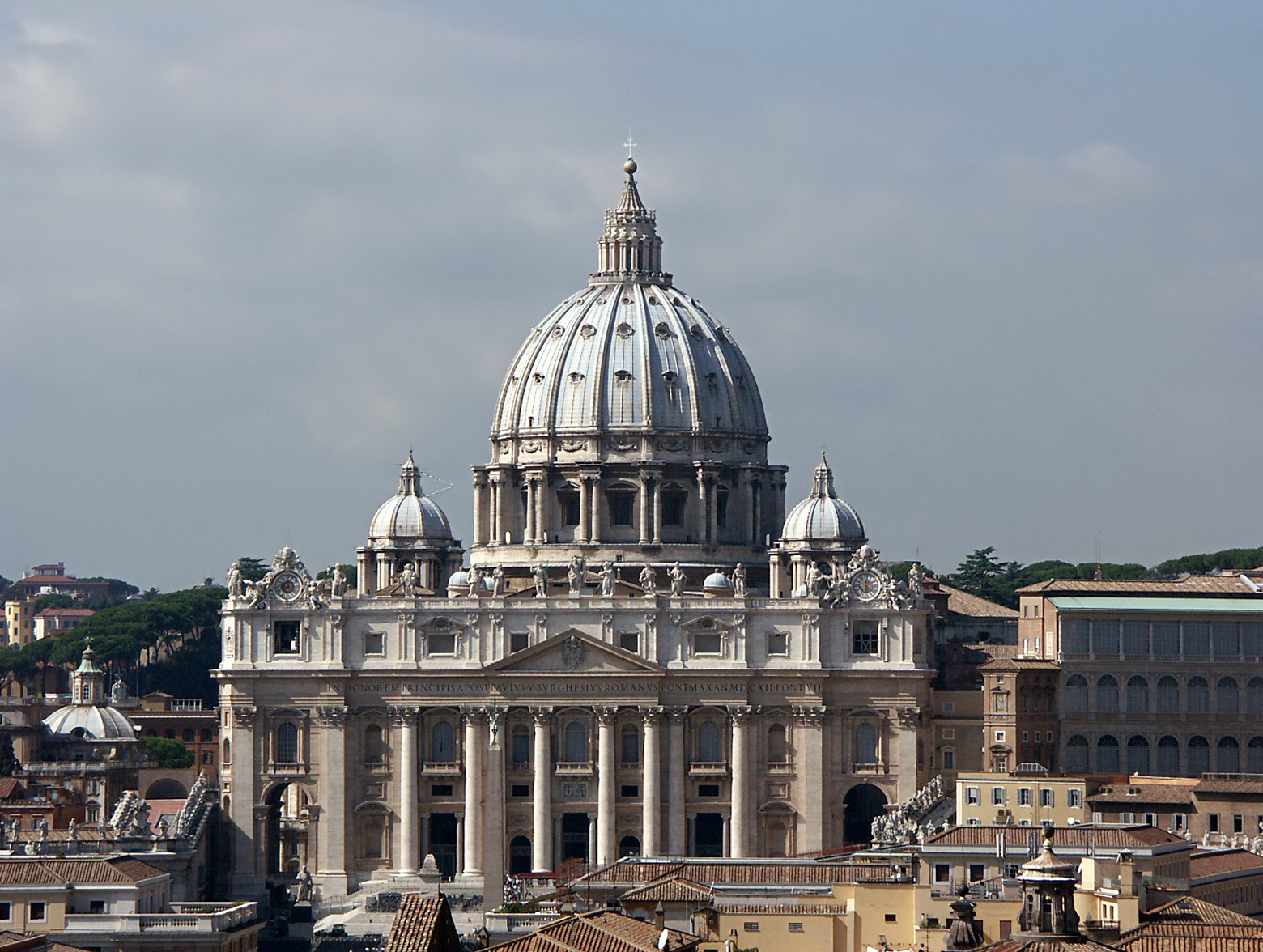
Peterskyrkan i Vatikanstaten, Rom är romersk-katolska kyrkans huvudkyrka.

Västlig kristendom, eller västkyrkan, är ett kyrkohistoriskt begrepp som syftar på dels den utbredning av kristendomen vars tradition går tillbaka på det västromerska riket och påven, dels den kultursfär som hör samman, varvid katolicism, anglikanism och protestantism då räknas som uttryck.
Tillhörande västlig kristendom räknas då de länder och områden som under medeltiden i religiöst hänseende präglats av katolska kyrkan, varur protestantiska samfund uppstod som ett resultat av reformationen. Alltså till exempel Norden, Storbritannien, Nederländerna och nordliga delar av Tyskland.
Geografiskt går gränsen enligt ovanstående synsätt mot östkyrkan, som i stort är detsamma som ortodox kristendom, och dess kultursfär i princip genom Finland och Baltikum, öster om Polen och Slovakien, genom Ungern, öster om Kroatien och genom Bosnien och Hercegovina och öster om Italien och ned genom Libyen.

## Efter reformationen
I dag utgörs den västliga kristendomen av länder präglade av såväl romersk-katolska kyrkan som de samfund som uppstått ur denna: protestantiska och de anglikanska. Före reformationen sammanföll västkyrkan med den latinska kyrkan.
Den västliga kristendomens första kyrkolärare var Gregorius I, Ambrosius av Milano, Augustinus och Hieronymus.
Huruvida de olika protestantiska och anglikanska samfunden/kyrkorna skall räknas hit är en teologiskt, om än inte historiskt, omstridd fråga. Romersk-katolska kyrkan erkänner inte några protestantiska samfund som varande kyrkor fullt ut, då dessa inte erkänner prästvigningens sakrament och enligt romersk-katolskt synsätt inte bibehållit den apostoliska successionen.

## Bilder

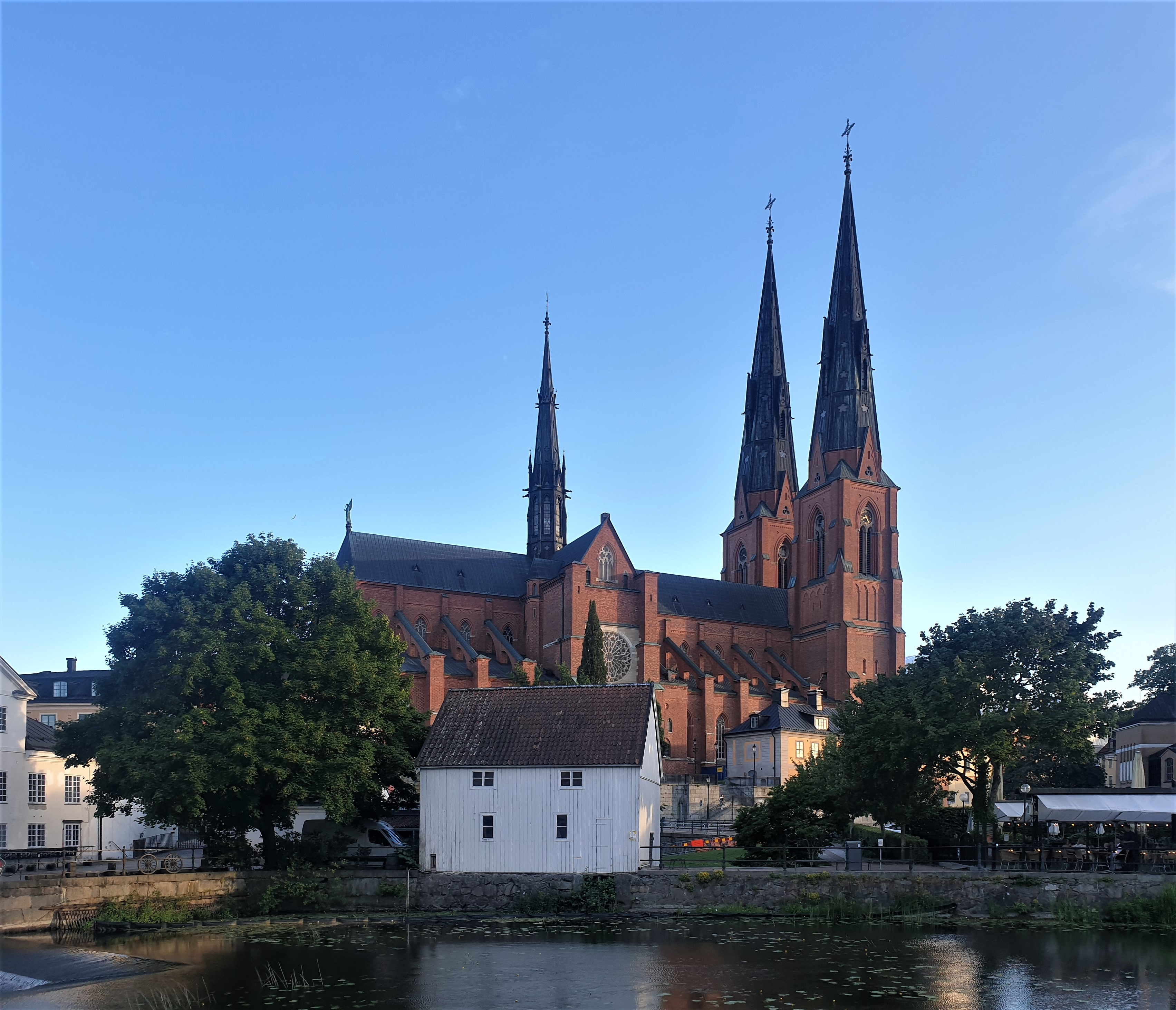
Uppsala domkyrka.
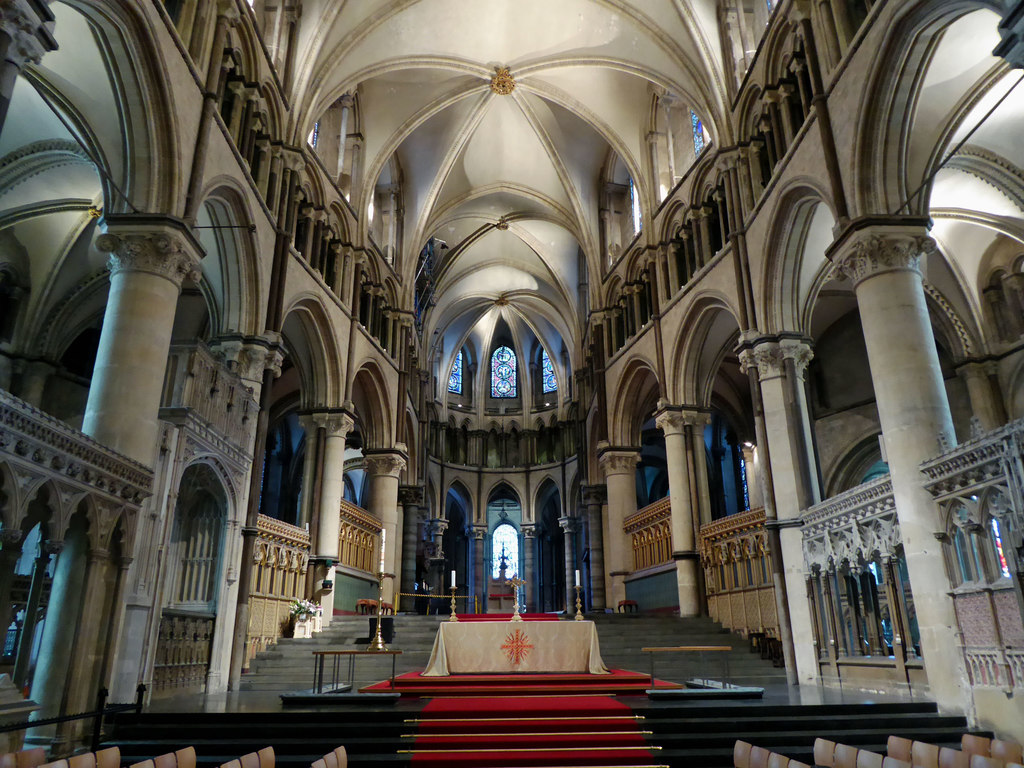
Interiören i Katedralen i Canterbury.

### Fotnoter
1. ↑  Carl-Henric Jaktlund (12 mars 2014). ”Reformera mera – utan splittring”. Dagen. http://www.dagen.se/ledare/reformera-mera-utan-splittring-1.92969. Läst 18 december 2016.